# Jan z Jeřeně
Jan z Jeřeně, také Ioannes de Jersen nebo Johannes de Yersen (̈* před 1340 – 15. května 1395 Praha), byl český římskokatolický kněz, právník, kanovník pražské kapituly a donátor nejstarší české gotické deskové malby epitafu.

## Život

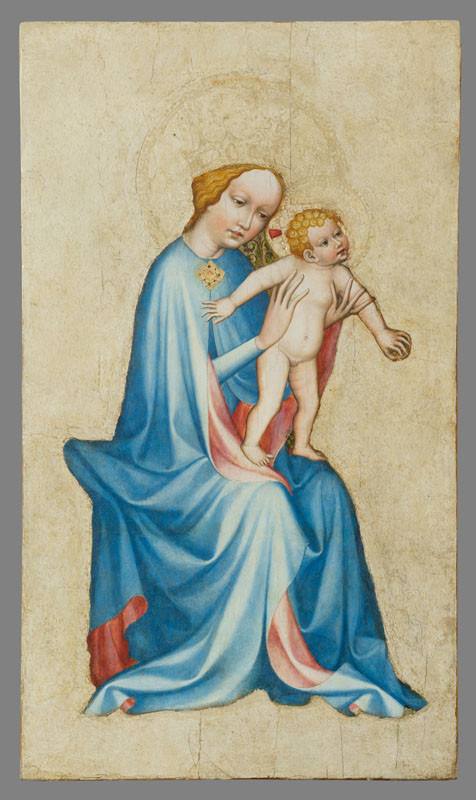
Epitaf Jana z Jeřeně: Sedící Madona, 1395 (Národní galerie v Praze, inv. č. O 11676)

Pocházel z urozeného rodu pánů z Jeřeně, kteří obývali tvrz v Jeřeni a panství v okolí Valče na Karlovarsku. Jan absolvoval studia filozofie a obojího práva na univerzitách v Bologni a v Padově. Roku 1366 se stal plebánem v Mašťově, 15. května 1378 obdržel papežskou provizi na kanovnickou prebendu v Praze, roku 1382 se stal plebánem v Liticích a v letech 1386–1395 byl arcijáhnem hradeckým. Kromě toho byl kanovníkem kapituly v Opolí. Svou právnickou kvalifikaci využíval například roku 1390, kdy jako subdelegovaný soudce hájil zájmy Vyšehradské kapituly.
Byl pohřben v kapli svatého Šimona a Judy (dnes sv. Kříže) v pražské katedrále. Jeho hrob se nedochoval, pravděpodobně zanikl při předláždění podlah katedrály na konci 19. století.

## Epitaf

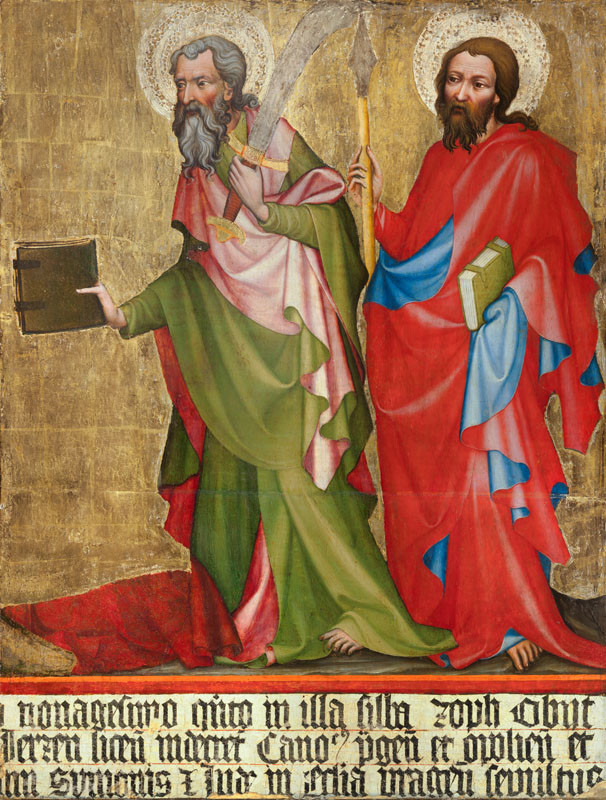
Epitaf Jana z Jeřeně: Sv. Bartoloměj a sv. Tomáš, 1395 (Národní galerie v Praze, inv. č. O 1268)

Jan z Jeřeně se proslavil objednávkou svého epitafu. Je to nejstarší český malovaný epitaf, stěžejní dílo gotické deskové malby českého krásného slohu. Z původního triptychu či polyptychu se dochovaly jen dvě malované desky. Skládací archu s Pannou Marií, apoštoly a s vlastní klečící postavou si Jan z Jeřeně objednal jako oltářní retábl pro kapli sv. Šimona a Judy, a to u anonymního pražského dvorského malíře, následovníka či spolupracovníka slavného Mistra Třeboňského oltáře. Stylově se shoduje s votivní deskou z Dubečka, podle které historikové umění usuzují na jediného autora. Obrazy jsou namalovány temperou na dřevěné (lipové) desce, potažené jemným lněným plátnem a našepsované bílým křídovým podkladem. 
První deska o rozměrech 65,5 cm x 49,5 cm zobrazuje stojící apoštoly sv. Bartoloměje a sv. Tomáše. V pásu pod malbou je část latinského nápisu gotickým písmem s abreviaturami, který uvádí údaje o Janově vzdělání, zaměstnání, přesné datum a místo pohřbení: [Anno domini millesimo quadracentessimo] nonagessimo quinto in illa sil[la]ba Zoph obiit [dominus… Johannes de] /Jerzen licen[ciatus] in decret[orum] Canonicus p[ra]gen[sis] et opolien[sis] et… / [in] [cap]ella s. Symonis et Judae in eccl[es]ia p[ra]gen[sis]…/sepultus [est]. („Léta Páně třináctistého devadesátého pátého 15. května zesnul pan Jan z Jeřeně, licenciát práva, kanovník pražský a opolský a... v kapli sv. Šimona a Judy v pražské katedrále byl pochován“.)
Na druhé desce o rozměrech výška 62 x 36 cm je vyobrazena trůnící Madona s královskou korunou na hlavě a s dítětem Ježíšem, stojícím na jejích kolenou; nabízí dítě k adoraci. Pozadí obrazu nebylo dokončeno: koruna je pouze vytečkována, brokátový závěs za madonou je proveden jen ve vzorku mezi její levou tváří a ramenem, a mezi prsty Ježíškovy levé ruky. Chybějící začátek a konec nápisu na desce s apoštoly svědčí pro pokračování na střední (nedochované) desce s objednavatelem a jeho patronem, pravděpodobně apoštolem Janem Evangelistou.

### Osudy epitafu
Epitaf se z katedrály ztratil v blíže neurčené době mezi léty 1541–1820. Madona byla získána ze soukromé sbírky ve Vídni prostřednictvím tamního starožitnictví v roce 1968, její formát je druhotně zmenšený. Apoštoly zakoupila Národní galerie v Praze již v roce 1921 z Kaiser-Friedrich-Musea v Berlíně. Oba obrazy byly znovu spojeny až ve sbírkách NG v letech 1970–71, díky badatelské práci a spolupráci historiků umění Gerharda Schmidta a především Jaroslava Pešiny.